# Gieorgij Paramonow
Gieorgij Iowicz Paramonow (ros. Георгий Иович Парамонов, ur. w grudniu 1907 w Baku, zm. po 12 sierpnia 1968 w Związku Radzieckim) – funkcjonariusz radzieckich służb specjalnych, pułkownik.

## Życiorys
Początkowo muzyk orkiestry klubu pracowników ludowego komisariatu łączności w Tyflisie, od 29 września 1927 funkcjonariusz Pełnomocnego Przedstawicielstwa OGPU Zakaukaskiej FSRR/GPU Gruzińskiej SRR, w latach 1932-1935 pełnomocnik i pełnomocnik operacyjny PP OGPU/NKWD ZFSRR i GPU/NKWD GSRR, od 14 maja 1935 do 1 kwietnia 1938 pełnomocnik operacyjny Wydziału Tajno-Politycznego Zarządu Bezpieczeństwa Państwowego (UGB) NKWD ZFSRR i NKWD GSRR, 1935 skończył szkołę pilotów przy aerodromie w Tbilisi, a 1936 kursy lotników-instruktorów w Tbilisi, od 13 stycznia 1936 młodszy porucznik bezpieczeństwa państwowego, od stycznia 1938 kandydat na członka, a od września 1939 członek WKP(b). Od 1 kwietnia do 21 listopada 1938 szef oddziału Wydziału 4 UGB NKWD GSRR, od 21 listopada 1938 do 9 maja 1940 inspektor i szef Sekretariatu Zarządu NKWD obwodu leningradzkiego, 27 kwietnia 1939 awansowany na starszego porucznika bezpieczeństwa państwowego, od 9 maja 1940 do lutego 1941 specjalny pełnomocnik Zarządu NKWD obwodu leningradzkiego, od lutego do 10 maja 1941 zastępca szefa Sekcji Śledczej Zarządu NKGB obwodu leningradzkiego, następnie zwolniony do rezerwy. Od lutego do 1 sierpnia 1941 pomocnik pełnomocnika KC WKP(b) i Rady Komisarzy Ludowych ZSRR w Mołdawskiej SRR, 1 sierpnia 1941 skierowany do Zarządu NKWD Kraju Chabarowskiego, od sierpnia 1941 do maja 1943 szef Wydziału Ekonomicznego Zarządu NKWD Kraju Chabarowskiego, 4 stycznia 1942 awansowany na kapitana bezpieczeństwa państwowego, 11 lutego 1943 podpułkownika bezpieczeństwa państwowego, a 24 kwietnia 1943 pułkownika bezpieczeństwa państwowego. Od 19 lipca 1943 do 22 marca 1944 szef Wydziału Śledczego Zarządu NKGB Kraju Chabarowskiego, od 22 marca 1944 do 30 września 1949 zastępca szefa Zarządu NKGB/MGB Kraju Chabarowskiego ds. kadr, od 20 stycznia 1950 do 22 marca 1953 zastępca szefa Zarządu MGB obwodu gorkowskiego (obecnie obwód niżnonowogrodzki) ds. kadr, od 18 marca do 4 lipca 1953 zastępca szefa Sekcji Śledczej ds. Szczególnie Ważnych MWD ZSRR.
12 sierpnia 1953 aresztowany, 19 września 1955 skazany przez Wojskowe Kolegium Sądu Najwyższego ZSRR na procesie w Tbilisi na 25 lat więzienia; później wyrok skrócono do 15 lat. Zwolniony z łagru 12 sierpnia 1968.

## Odznaczenia
- Order Czerwonego Sztandaru (21 maja 1947)
- Order Czerwonej Gwiazdy (dwukrotnie - 20 września 1943 i 3 listopada 1944)
- Order „Znak Honoru” (3 czerwca 1942)

I medale.